# Michael Nikolay
Michael Nikolay (* 13. Dezember 1956 in Berlin) ist ein ehemaliger deutscher Geräteturner. Sein Heimatverein war der SC Dynamo Berlin.
Er errang bei den Olympischen Sommerspielen 1976 in Montreal am Pauschenpferd und mit der Mannschaft der Deutschen Demokratischen Republik (DDR) je eine Bronzemedaille. Vier Jahre später bei den Olympischen Sommerspielen 1980 in Moskau gewann er mit der DDR-Mannschaft die Silbermedaille im Mehrkampf und wurde im Einzelwettbewerb am Pauschenpferd erneut Dritter. Im Einzelmehrkampf belegte er 1976 den siebten und 1980 den sechsten Platz, in Moskau verfehlte er darüber hinaus mit dem vierten Platz am Barren eine weitere Einzelmedaille nur knapp.
Sein größter internationaler Erfolg gelang ihm bei den Weltmeisterschaften 1981 in Moskau, als er punktgleich mit dem Chinesen Xiaoping Li Weltmeister am Pauschenpferd wurde und damit den Ungarn Zoltán Magyar ablöste, der zuvor von 1973 bis 1980 alle internationalen Meisterschaften an diesem Gerät gewonnen hatte. Zuvor war er im Jahr 1978 am Pauschenpferd auch Vizeeuropameister geworden, darüber hinaus wurde er bei den Weltmeisterschaften im gleichen Jahr Dritter mit der DDR-Mannschaft im Mannschaftsmehrkampf.
Bei DDR-Meisterschaften gewann er insgesamt sieben nationale Einzeltitel. Er siegte 1978, 1979, 1980 und 1982 am Pauschenpferd, 1981 am Barren sowie 1979 und 1981 am Reck. Den Titel im Jahr 1981 am Reck errang er dabei punktgleich mit seinem Zwillingsbruder Jürgen Nikolay.
1980 und 1982 wurde Nikolay für seine sportlichen  Erfolge mit dem Vaterländischen Verdienstorden ausgezeichnet.